# Paull Holme Tower
Paull Holme Tower er et senmiddelalderligt borgtårn fra begyndelsen af 1400-tallet, der står i landsbyen Paull i East Riding of Yorkshire, England.
Tårnet blev restaureret i 1871, hvorfra vinduer, døre og puds stammer, men det har stået uden tag siden begyndelsen af 1900-tallet. I 2010 beskrev English Heritage bygningen som værende i meget dårlig stand. Det er en listed building af første grad.